# Mosterdmolen
Een mosterdmolen is een molen die gebruikt wordt om mosterd te malen van de kleine mosterdzaadjes. Het is een type industriemolen. 
In Nederland staan twee werkende mosterdmolens, namelijk molen De Verwachting te Hollum, Ameland en molen De Vlijt in Meppel, Drenthe. Een voormalige mosterdmolen De Huisman in de Zaanse Schans is in 2010/2011 teruggebouwd naar zijn oorspronkelijke functie als specerijenmolen.

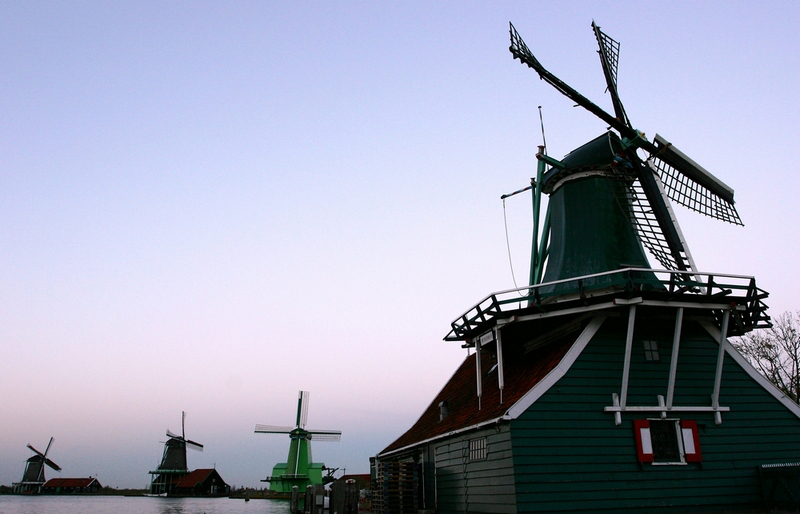
Molen De Huisman in de tijd dat hij nog als mosterdmolen maalde

beukmolen ·
blauwselmolen ·
cacaomolen ·
hennepklopmolen ·
ijzermolen ·
koldermolen ·
kopermolen ·
korenmolen ·
krijtmolen ·
kruitmolen ·
loodwitmolen ·
mosterdmolen ·
moutmolen ·
oliemolen ·
papiermolen ·
pelmolen ·
pepermolen ·
poldermolen ·
schelpzandmolen ·
schorsmolen ·
slijpmolen ·
snuifmolen ·
specerijenmolen ·
spinmolen ·
trasmolen ·
verfmolen ·
volmolen ·
zaagmolen